# 金堂站
金堂站是位于四川省成都市金堂县赵镇街道，达成铁路的一个铁路车站，邮政编码610400。车站建于1996年，现仅办货运业务，不办理客运业务。车站及其上下行区间均已电气化。隶属成都铁路局，是四等站。
站内设4股道(其中正线1股 ，到发线3股，另设货物线2股)，站台线长922米/2条。候车室面积477平方米，售票窗口2个，站前广场面积4200平方米。

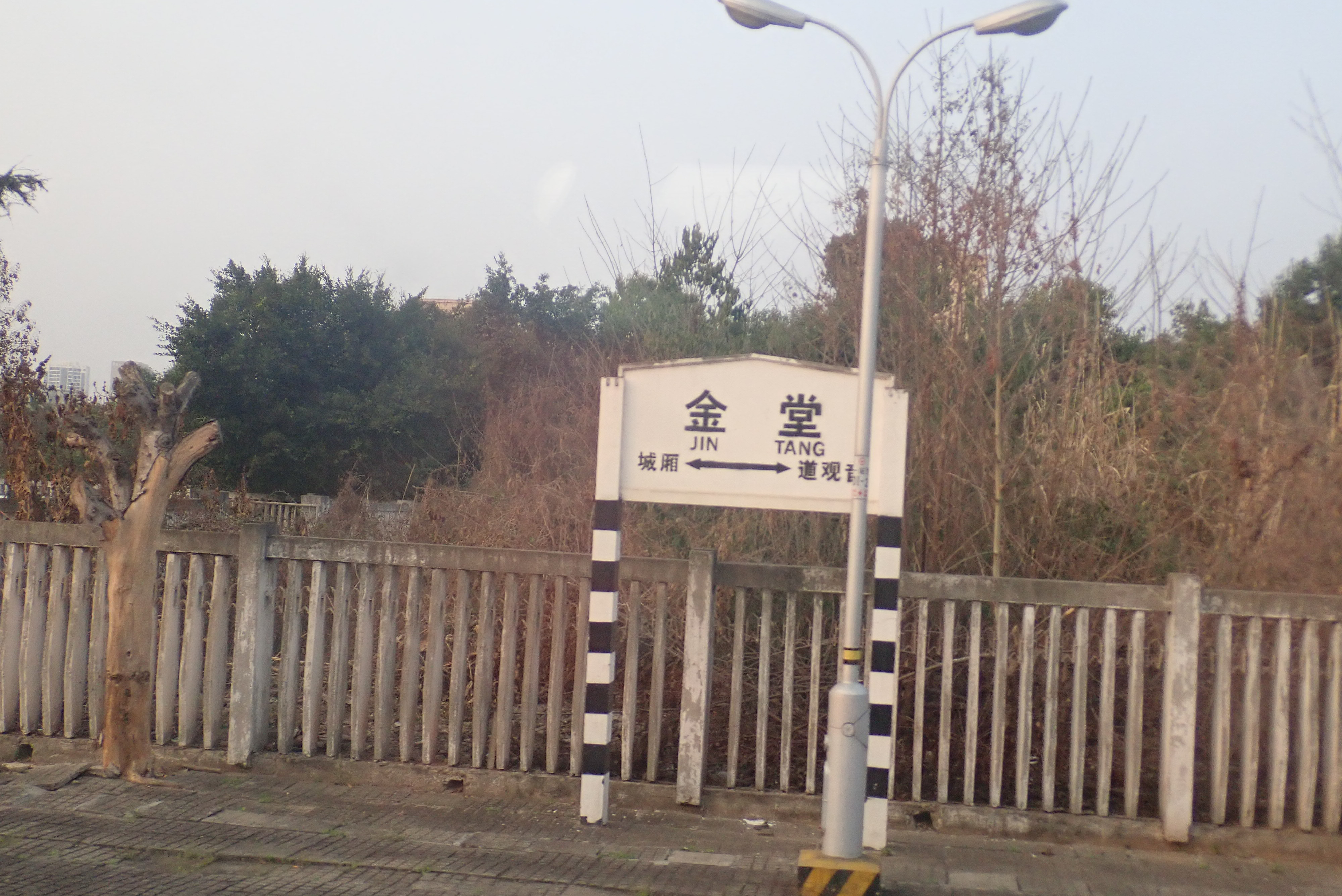
2018年，列车上抓拍的金堂火车站站牌